# Comité Directivo de Mujeres del Sindicato de Directores de Estados Unidos
El Comité Directivo de Mujeres del Sindicato de Directores de Estados Unidos (en: Women's Steering Committee of the Directors Guild of America WSC DGA) fue fundado en 1979 por seis mujeres miembros del Sindicato de Directores de América (DGA). Su objetivo inicial fue investigar las oportunidades de empleo y las prácticas de contratación de los estudios cinematográficos de Hollywood. Fueron miembros fundadoras del comité: Lynne Littman, Susan Bay, Nell Cox, Victoria Hochberg, Joelle Dobrow y Dolores Ferraro conocidas como The Original Six. 

## Demanda contra las productoras de Hollywood
El Women's Steering Commitee realizó una investigación sobre la discriminación de las directoras de cine en Hollywood. Con los resultados presentaron el 1 de marzo de 1980 un informe a la dirección nacional del Sindicato de Directores de Estados Unidos demostrando que en los últimos 30 años sólo había un 0,5 % de mujeres directoras. En junio de 1980 se presentaron los resultados reclamando una revisión de las prácticas de contratación.
También se presentó una demanda colectiva contra Warner Bros (julio de 1983) y Columbia Pictures (diciembre de 1983)  estudios cinematográficos, sin embargo, el 5 de marzo de 1985, el caso fue sobreseído antes de ser juzgado cuando la jueza federal determinó que el Sindicato de Directores de Estados Unidos no era un sindicato de clase.
Esta investigación y la demanda forma parte de la historia de la lucha de las directoras de cine en Estados Unidos por denunciar la discriminación laboral a la que se enfrentan. La acción pionera del Comité se menciona en el documental de 2018, This Changes Everything.
A pesar de este revés legal, el Comité a lo largo de los años incidió en el aumento del empleo de mujeres directoras del 0,5% en 1985 al 16% en 1995.

## Organización
El Comité Directivo de Mujeres (WSC) continúa su labor de reivindicación y mentoría en el Sindicato de Directores de Estados Unidos.